# Cleftes

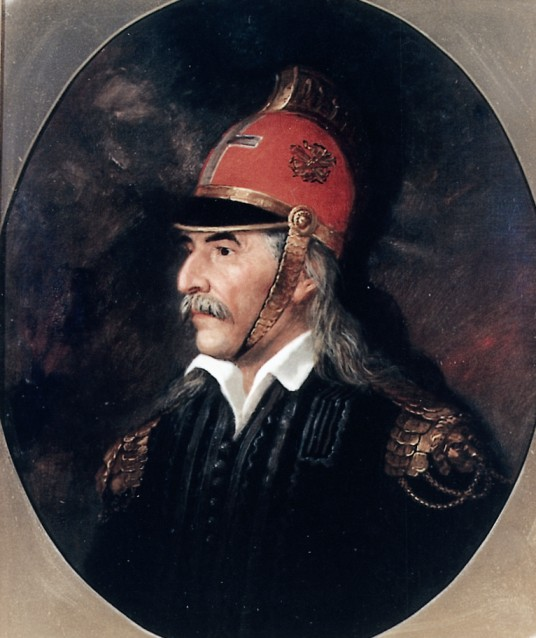
Theodoros Kolokotronis, clefte grego e herói da guerra de independência.

Os cleftes (em grego: κλέφτης, significando "ladrão", talvez originalmente "bandido") eram milicianos gregos independentes, insurgentes anti-otomanos, que viviam nas montanhas durante o jugo otomano sobre os gregos. Eles eram descendentes dos gregos que, fugindo da dominação dos Balcãs pelos turcos no século XV, foram para as montanhas no norte da Grécia e na Macedônia, desde então até o século XIX empreendendo esforços bélicos contra o Império.
Os cleftes, juntamente aos armatoloi, milícias gregas antes sujeitas ao sultão que se voltaram contra o Império, se destacaram durante a guerra de independência da Grécia. Entre os cleftes mais notáveis deste período estão Athanasios Diakos, Theodoros Kolokotronis, Nikitas Stamatelopoulos e Markos Botsaris.